# Su música suena todavía
Su música suena todavía es una película uruguaya de 1996, dirigida por Luis Nieto y protagonizada por Ricardo Beiro, Ricardo Couto, Franklin Rodríguez y Silvia Novarese.

## Sinopsis
Un delincuente de los suburbios de Montevideo, aficionado a la guitarra y el canto, planea, gracias a la ayuda de un periodista, su aparición en un festival de rock. La policía, que se ha enterado de sus planes, espera atraparlo.